# Xinyuan (Pingtung)
Xinyuan (chinesisch 新園鄉, Pinyin Xīnyuán Xiāng, Tongyong Pinyin Sinyuán Siang, Pe̍h-ōe-jī Sin-hn̂g-hiong) ist eine Landgemeinde im Landkreis Pingtung auf Taiwan (Republik China).

## Lage
Xinyuan liegt an der Südküste Taiwans zur Formosastraße. Der Fluss Gaoping bildet die westliche Begrenzung und zugleich die Grenze zwischen dem Landkreis Pingtung und der Stadt Kaohsiung. Die östliche Grenze wird zum größten Teil von kleinen Flüsschen Donggang (東港溪,  Dōnggǎng Xī) gebildet. Das Gemeindegebiet liegt im Südwesten der Pingtung-Ebene und ist erdgeschichtlich aus Schwemmland entstanden. Das Terrain ist sehr flach und die höchste Erhebung ist der Liyushan (鯉魚山 – „Koi-Hügel“, ). Nur etwa 100 ha im Bereich dieses Hügels liegen mehr als 10 Meter über dem Meeresspiegel. Am rechten Ufer der Donggang-Mündung befindet sich ein kleiner Fischereihafen (鹽埔漁港,  Yánbù yúgǎng – „Yanpu-Fischereihafen“).

## Geschichte
Etwa um das Jahr 1650 herum kam eine erste Gruppe Han-chinesischer Einwanderer aus dem Gebiet des Kreises Longxi (龍溪縣, heute Teil von Longhai) im Süden Fujians in das Gebiet von Xinyuan. Weitere Einwanderer folgten in den kommenden Jahrzehnten und machten nach und nach das Land urbar. Zur Zeit der japanischen Herrschaft (1895–1945) erfolgte 1920 eine Verwaltungsreform, die aus verschiedenen Siedlungen das ‚Dorf‘ (庄, chin. Zhuāng, japan. Shō) Xinyuan, wörtlich „Neuer Garten“, oder (Min) „Neues Land“, bildete. Nach der Übertragung Taiwans an die Republik China wurde daraus 1946 die ‚Landgemeinde‘ (鄉,  Xiāng) Xinyuan. Im August 1949 wurde, einem Wunsch der Bevölkerung folgend, der Teil Xinyuans östlich des Donggang abgetrennt und als eigene Landgemeinde Kanding reorganisiert. Ab 1950 gehörte Xinyuan zum neu gebildeten Landkreis Pingtung.

## Bevölkerung
Ende 2018 gehörten 145 Personen (etwa 0,4 %) den indigenen Völkern an.
| Gliederung von Xinyuan |
|                        |

## Verwaltungsgliederung
Xinyuan ist in 15 Dörfer (村,  Cūn) gegliedert:
1 Tianyang (田洋村)

2 Wayao  (瓦磘村)

3 Xianji (仙吉村)

4 Gangqi (港墘村)

5 Neizhuang (內庄村)

6 Xindong (新東村)

7 Xinyuan (新園村)

8 Wufang (五房村)

9 Gangxi (港西村)

10 Wulong (烏龍村)

11 Xinglong (興龍村)

12 Zhongzhou (中洲村)

13 Nanlong (南龍村)

14 Yanpu (鹽埔村)

15 Gonghe (共和村)

## Verkehr
Die Provinzstraße 27 verläuft in Nord-Süd-Richtung durch Xinyuan. Im Südosten Xinyian trifft sie auf die in Ost-West-Richtung laufende Provinzstraße 17, die dann nach Süden abzweigt.

## Landwirtschaft und Fischerei
Xinyuan wird intensiv landwirtschaftlich genutzt. Hauptanbauprodukte sind Reis, Bananen, Gemüsespargel, Adzukibohnen, sowie unreife Sojabohnen (Edamame). Außerdem werden Melonen, Bittermelonen, Staudensellerie und andere Gemüse kultiviert.

## Tourismus, Sehenswürdigkeiten
Der Xinhui-Tempel (新惠宮,  Xīnhuì gōng) an der Grenze der Dörfer Xindong und Xinyuan gilt als historisches Zentrum und als zentraler Tempel des chinesischen Volksglaubens Xinyuans. Eine Natursehenswürdigkeit ist der Schlammvulkan an der Grenze zur Nachbargemeinde Wandan. Der „Vulkan“ besteht aus einer heißen Quelle, die mit austretendem Methangas vermischt ist. Bei den Ausbrüchen entzündet sich das Gas häufig spontan und brennt mit großer Flamme ab. Die Eruptionsorte wechseln und liegen manchmal im Gebiet von Xinyuan und manchmal im Gebiet von Wandan.

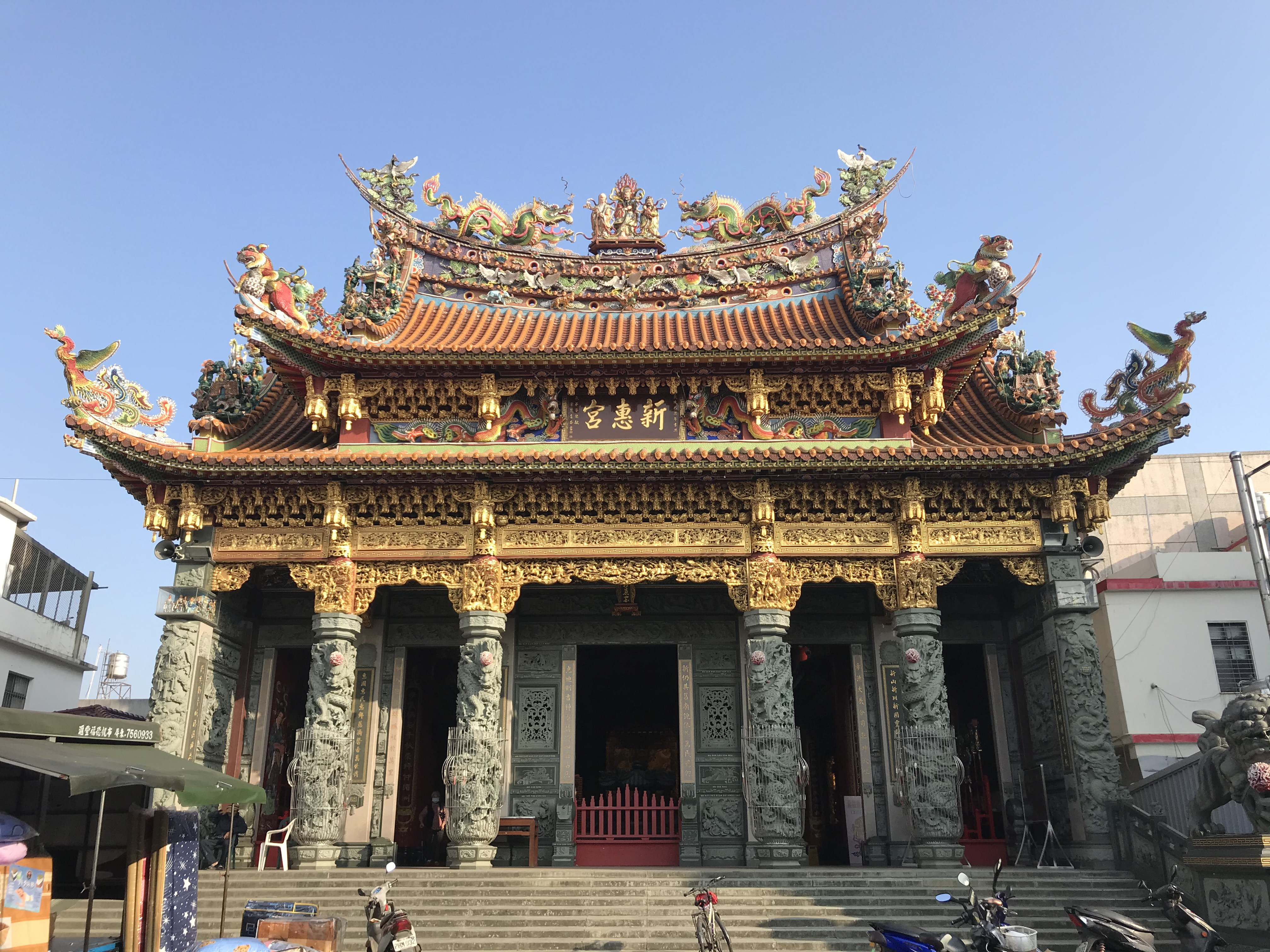
Xinhui-Tempel
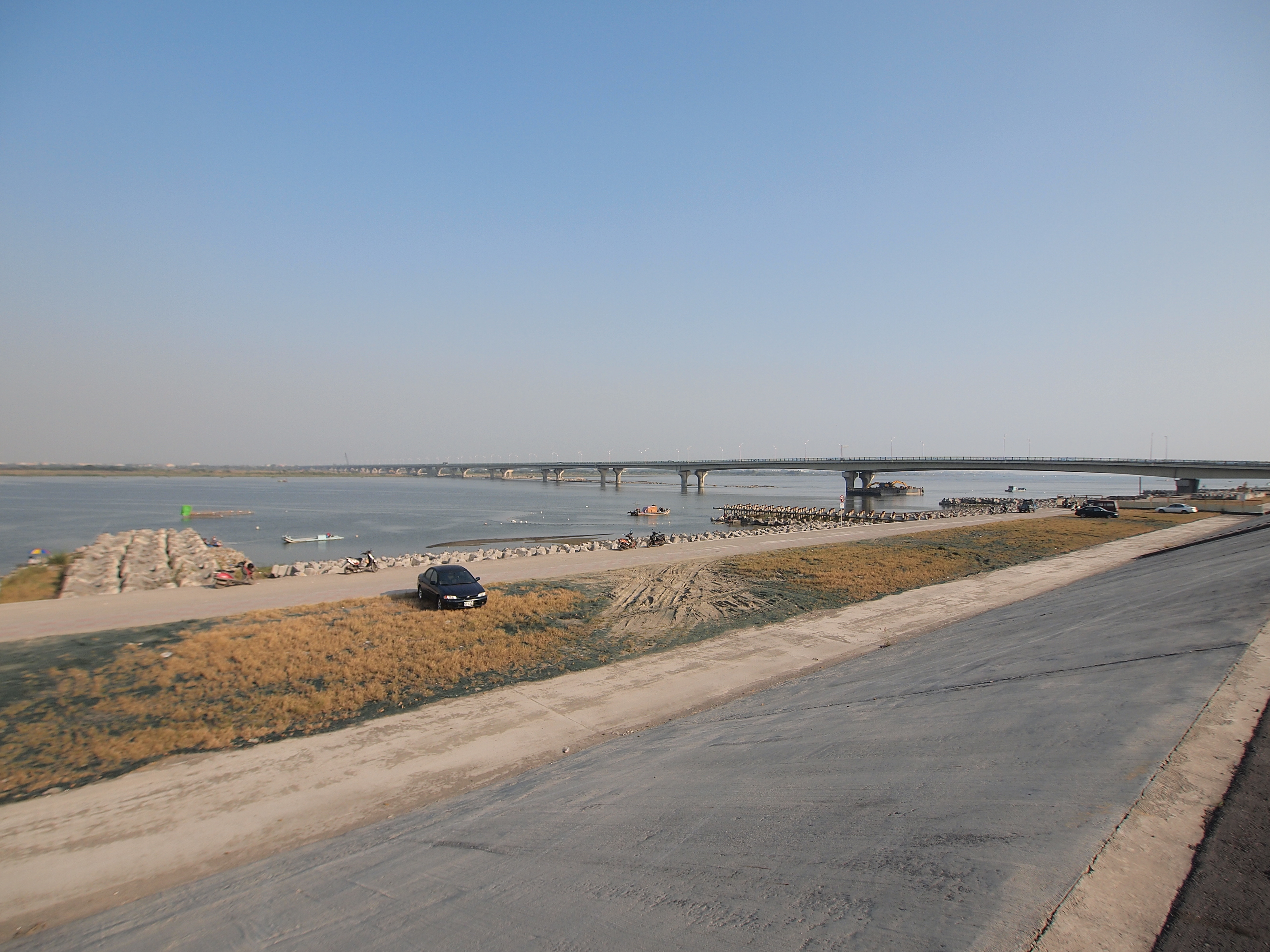
Shangyuan-Brücke über den Gaoping